# Isaphe tersa
Isaphe tersa är en mångfotingart som först beskrevs av Cook 1904.  Isaphe tersa ingår i släktet Isaphe och familjen Xystodesmidae. Inga underarter finns listade i Catalogue of Life.